# Р-Z
Р-Z — советский многоцелевой одномоторный самолёт 1930-х годов — развитие самолёта Р-5, созданного в ОКБ Поликарпова, облегчением конструкции и установкой нового двигателя М-34Н (затем М-34НВ). Последний крупносерийный советский биплан — разведчик и лёгкий бомбардировщик. Поставлялся в Республиканскую Испанию, где был активно задействован как штурмовик до 1939 года (затем захваченные Р-Z применялись франкистами в Марокко). Принимал участие в боях у озера Хасан, на Халхин-Голе, в Польском походе РККА 1939 года, «Зимней войне» 1939/1940 года, походе в Бессарабию в 1940 и на первом этапе Великой Отечественной войны. В «Аэрофлоте» применялся под маркой П-Z.
В отличие от Р-5, налёт до списания Р-Z был незначительный из-за не всегда оправданных конструкторских решений по облегчению конструкции.

## История создания
Созданный в 1928 году Р-5, несмотря на модификации с более мощным двигателем, устаревал. Его модернизация стала обусловленной требованиями времени. Протоколом заседания моторно-самолётной подкомиссии Реввоенсовета СССР от 28 апреля 1933 года совершенствование Р-5 было отнесено к числу первоочередных задач.
По инициативе директора завода № 1 А. М. Беленковича, главного инженера Е. П. Маркова конструкторами Д. С. Марковым, А. А. Скарбовым и др. были проведены работы по установке нового двигателя М-34 (АМ-34) и облегчению конструкции.

## Изменение в конструкции
По сравнению с Р-5 были проведены следующие изменения — фюзеляж укоротили на 800 мм, придав ему овальное сечение. Хвостовое оперение стало иной формы с осевой аэродинамической компенсацией вместо роговой. Между крылом и фюзеляжем появились зализы. По сравнению с Р-5 уменьшили хорду крыльев и изменили их профиль на более скоростной. Колёса 800×200 мм тормозные, на первых сериях в обтекателях, как на ССС, потом упразднённых, с масляно-пневматической амортизацией. Кабина лётчика — закрытая с фонарём, сдвигаемым назад. Турель экранированная в общем обтекателе с фонарём. Для снижения веса полотняная обшивка покрывалась двумя слоями аэролака вместо трёх на Р-5. Новый мотор был мощнее М-17ф, устанавливаемого на ССС, и развивал на высоте 3500 м мощность 750 л. с., а на взлётном режиме имел 850 л. с. На более поздние серии ставился М-34НА и М-34НВ меньшей высотности. Это в сочетании с усовершенствованием аэродинамики подняло лётные данные — увеличились скорость и скороподъёмность, но одновременно ухудшились взлётно-посадочные качества — увеличился пробег и разбег.

## Вооружение
Подкрыльевые бомбодержатели Дер-31, на ухватах которых подвешивали бомбы от ФАБ-16 до ФАБ-250 (2 в перегруз), а также осколочные или специальные аналогичной массы, включая ротативно-рассеивающие (кассетные) РРАБ-250. Вместо бомб самолёт мог взять четыре химических выливных прибора ВАП-4 или два дымогенератора ДАП-100. У стрелка-радиста, выполнявшего также функции бомбардира, был смонтирован электробомбосбрасыватель ЭСБР-1, который дублировался механическими АСБР-2 у стрелка и у пилота. На машинах выпуска 1937 года вместо бомбосбрасывателей ЭСБР-1, иногда отказывавших при низких температурах, внедрили ЭСБР-3П. Стрелковое вооружение состояло из двух пулемётов. Впереди находился ПВ-1 (как на Р-5) с боезапасом 500 патронов, а сзади — ШКАС (1000 патронов) на турели Тур-32.
В версии штурмовика ставилось дополнительно 4 ШКАС под нижним крылом.

## Серийное производство
Самолёт выпускался параллельно с Р-5ССС. 
В 1937 году была предпринята попытка заменить самолёт в производстве на лицензионный «Валти», но после выпуска в 1938 году 31 самолёта под индексом БШ-1, от дальнейших работ по данной машине отказались. Всего был выпущен 1031 P-Z (1935 — 11, 1936 — 885, 1937 — 135 ед.).

## Эксплуатация в ВВС СССР
В июне 1936 года первую серию Р-Z получила 34-я дальнеразведывательная эскадрилья в Монино. В сентябре 1936 года самолеты начали поступать в 15, 18-й и 92-й авиаотряды в Забайкалье.
С началом эксплуатации стали выявляться конструктивные дефекты облегчённой конструкции — гнулись педали у пилота, трескались оказавшиеся слишком тонкими капоты моторов, бензобаки в верхнем крыле вибрировали и текли. Сообщалось о частых случаях прогиба стоек центроплана. Кроме этого были и производственные дефекты: раскалывались бобышки амортизатора костыля; управляемый костыль становился неуправляемым из-за растяжения его пружины. На пробеге это часто приводило к поломке плоскостей. Трескались стаканы амортизаторов (по сварным швам), срезало шпильки колёс.
Лётчики обращали внимание конструкторов на плохой обзор при рулении и посадке, малый сектор обстрела и неуверенную работу турели Тур-32, неэффективность закрылков, отказы тормозов колёс, плохую вентиляцию кабин, перетяжелённость хвостовой части (из-за чего костыль увязал в грунте) и невозможность пилотирования из задней кабины. В 1937 на испытаниях на штопор у одного из Р-Z сложилась коробка крыльев. После этих событий на P-Z наложили ряд ограничений при эксплуатации: запретили выполнять штопор, перевороты, крутые спирали.
Ответственность за неудачи была возложена на Д. С. Маркова, который в итоге оказался в ОКБ-29 НКВД.
Самолёты Р-Z и Р-5 тем не менее были основными в штурмовой и войсковой авиации до появления Ил-2. В качестве самолета-разведчика и ночного бомбардировщика заменой стал дешёвый У-2.
Р-Z не нашёл широкого применения в авиашколах, как предшествующие типы самолетов. Однако, в связи с большим количеством уже выпущенных машин, Р-Z поступал для эксплуатации в академии, на курсы усовершенствования начальствующего состава в округах и отдельные авиашколы, такие как Харьковская и Борисоглебская.

## Эксплуатация в Гражданском Воздушном флоте
В 1936 году ГВФ получил 100 самолётов без вооружения, под обозначением П-Z. Но в отличие от Р-5, гражданский вариант которого П-5 эксплуатировался на почтовых и грузовых линиях до середины 1940-х годов, П-Z быстро изнашивались — из-за нагруженности конструкции. Несмотря на обновление парка, частично поступавшего от ВВС, к началу 1939 года почти весь он был списан.

## Боевое применение

### ВВС Республиканской Испании
Использовались под наименованием «Наташа». Первую партию (31 самолёт) доставили на Пиренеи в феврале 1937 года. Машины собрали на аэродроме Ла Рабаса под Аликанте и направили на укомплектование 20-й авиагруппы, состоявшей из двух эскадрилий. Каждая из них получила по 12 P-Z, остальные оставили в резерве. Первый боевой вылет состоялся 12 марта в ходе сражение за Гвадалахару. В условиях временного превосходства республиканцев в воздухе эскадрильи действовали с высокой эффективностью. В апреле одну из эскадрилий перебросили в Андалусию. В июне прибыла новая партия из 31 Р-Z и в 20-й группе была сформирована 3-я эскадрилья, преобразованная затем в 50-ю отдельную. Летом 1937 года самолёты P-Z активно использовались на фронте, особенно много в ходе операций под Брунете и под Бельчите. В отличие от Р-5, они продолжали летать днём как штурмовики и лёгкие бомбардировщики, тем не менее усиление истребительной авиации франкистов истребителями Messerschmitt Bf.109 вскоре сделали их применение более сложным. Испанцы обычно летали на задания группами из 3-15 P-Z. Бомбили с горизонтального полёта с высоты 400—1000 м — в зависимости от интенсивности зенитного огня.
От итальянских Фиатов CR.32 и немецких Хенкелей Не 51 Р-Z отбивались в построении «клин» или «клин звеньев». Разогнавшись на пологом пикировании, экипажи оставляли нападавшим незначительное преимущество в скорости и последние почти не могли воспользоваться лучшей манёвренностью своих машин. При этом все стрелки сосредоточивали огонь на головной машине противника.
В конце сентября 46 имевшихся у республиканцев P-Z свели в четыре эскадрильи новой, 30-й группы. В декабре 1937 года экипажи штурмовиков оказали заметное влияние на ход сражения за Теруэль. К началу 1938 года в строю оставалось ещё около 40 боеспособных «Наташ», а к концу лета после боёв под Теруэлем и на реке Эбро — 32-33 самолёта.
К моменту капитуляции республиканского правительства в Мадриде, две эскадрильи P-Z (20 самолётов) находились в Баррахасе, а одна (13 машин) перелетела в Алжир и была интернирована французами. Вместе с возвращёнными французскими властями франкисты получили в общей сложности 36 P-Z в различном техническом состоянии. Ими укомплектовали авиагруппу 2-G-43, дислоцировавшуюся в начале 40-х годов в Марокко. В Испанских ВВС их использовали до 1946 года.

### ВВС СССР
В составе ВВС Отдельной Краснознамённой Дальневосточной Воздушной Армии они в 1938 году действовали у озера Хасан, годом позже действовали на Халхин-Голе. В сентябре 1939 года, когда части Красной Армии перешли польскую границу, среди поддерживавших их самолётов было много P-Z, которые вели разведку и использовались как связные до завершения кампании в октябре 1940. По меньшей мере 1 был потерян. В большом объёме были задействованы в «зимней войне» 1939/40 годов с Финляндией. Их применяли как лёгкие дневные и ночные бомбардировщики, ближние разведчики, артиллерийские корректировщики, а временами — и как транспортные самолёты для сброса грузов окружённым частям или отрезанным подразделениям. На них летал, например, 311-й разведывательный авиационный полк, а также несколько корректировочных.
В начале Великой Отечественной войны штурмовая и войсковая авиация понесла значительные потери. Тем не менее пережившие первые месяцы войны наряду с У-2 и Р-5 в октябре-ноябре 1941 года P-Z были направлены для формирования ночных легкобомбардировочных полков. Укомплектовали ими пять полков; ещё несколько частей, например 719-й лбап, получили одновременно Р-5 и P-Z. Для сравнения, Р-5, например, оснастили 27 полков.
К концу 1942 года P-Z на фронте практически не осталось. Кое-где их продолжали использовать как самолёты связи и транспортные. Например, пять P-Z до весны 1944 года служили в 18-м транспортном отряде ВВС Черноморского флота. К началу 1945 года их в частях ВВС не осталось.

## Варианты и модификации
- P-Z — разведчик и лёгкий бомбардировщик, основной серийный вариант.
- P-Z штурмовик — штурмовик, вооружение дополнительно 4×7,62-мм пулемётов ШКАС под нижним крылом.
- P-Z рекордный — ещё более облегчённый самолёт с улучшенной аэродинамикой (небольшие зализы и отполирован до блеска), одноместный. Разработан В. В. Никитиным. Лётчик В. В. Шевченко 7 мая 1937 года достиг высоты 10 380 м, а 8 мая — 11 100 м.
- P-Z с грузовыми кассетами — на серийные самолёты ставили на нижнем крыле фанерные обтекаемые кассеты у бортов фюзеляжа.
- Р-Z телемеханический — беспилотный радиоуправляемый вариант. Облегчён за счёт снятия стрелкового вооружения и некоторого оборудования, оснащён автопилотом отечественного производства. Предполагалось использовать в качестве самолёта-снаряда. Наведение осуществлялось с земли с помощью пульта-тумбы и мобильной радиостанции. Переоборудован 1 экземпляр в 1937 году, испытывался в НИИ ВВС. Забракован из-за ненадёжности системы радиоуправления.
- Р-Z-ТК — высотный разведчик с двигателем М-34НФ (взлётная мощность 985 л. с.) и двумя турбокомпрессорами ТК-1. Переоборудован 1 экземпляр; проходил госиспытания 22 января — 6 марта 1939 года в Евпатории. Достигнут потолок 10 230 м, скорость на высоте 8000 м — 295 км/ч (у обычного Р-Z — 184 км/ч). Предписание начальника ВВС РККА А. Д. Локтионова от 3 апреля 1939 года о постройке серии 15 экземпляров для войсковых испытаний не было выполнено.
- П-Z — почтово-транспортный самолёт; всего для гражданского воздушного флота СССР было выпущено около 200 штук[3]. Полезная нагрузка 275 кг. Эксплуатировался в ГВФ и ведомственной авиации в 1937-39 годах (последние — до 1942 года)
- ПТ-АМ-34НБ — один экземпляр, переоборудованный силами «Аэрофлота» в почтово-грузовой. На нижнем крыле установлены грузовые контейнеры по типу почтового П-5. Верхнее крыло смещено на 50 мм назад, на нижнее поставлены закрылки. Дополнительные расчалки в хвостовом оперении, усилена радиоаппаратура. Полезная нагрузка возросла до 494 кг, но лётные данные снизились.

## ТТХ
Технические характеристики
- Экипаж: 2
- Длина: 9,7 м
- Размах крыла: 15,5/11,6 м
- Высота:
- Площадь крыла: 42,52 м²
- Масса пустого: 2007 кг
- Нормальная взлётная масса: 3150 кг
- Силовая установка: 1 × поршневой, жидкостного охлаждения М-34Н
- Мощность двигателей: 1 × 750/850 л. с.

Лётные характеристики
- Максимальная скорость: 316 км/ч
- Практическая дальность: 1000 км
- Практический потолок: 8700 м

Вооружение
- Стрелково-пушечное: 1 × 7,62 мм ШКАС и 1 ПВ-1 + 4 ШКАС в штурмовом варианте
- Точки подвески: подфюзеляжные 2 × ДЕР-6, крыльевые 8 × Дер-31
- Бомбы: 400 кг бомб (500 кг в перегрузку)